# Bernardo Cappello
Bernardo Cappello (Venezia, 1498 – Roma, 8 marzo 1565) è stato uno scrittore e umanista italiano.

## Biografia
Bernardo Cappello nacque a Venezia nel 1498 dal diplomatico Francesco e da Elena Priuli.
Si dedicò alla vita politica, ricoprendo varie cariche, fino a che, per aver sostenuto che si dovesse moderare il potere del Consiglio dei Dieci, venne condannato (1540) al confino nell'isola di Arbe.
Fuggito dal confino nel 1541, si rifugiò a Roma, dove trovò la protezione del cardinale Alessandro Farnese.
Dapprima luogotenente di Tivoli, fu poi nominato, in rapida successione, governatore di Orvieto, di Todi, di Assisi, di Spoleto.
Seguì poi il Cardinale a Firenze, in Francia ed a Parma.
Morì a Roma nel 1565.

## Opere
- Rime, un canzoniere composto da 314 sonetti et 34 canzoni, con dediche, tra gli altri, a: Papa Paolo III, Papa Pio IV, Francesco I di Francia, Margherita di Valois, Caterina de Medici, Carlo V d'Asburgo, Filippo II di Spagna, Ippolito d’Este, cardinale di Ferrara, Alessandro Farnese, Guidobaldo della Rovere, duca d'Urbino, Pietro Bembo, Annibal Caro, Vittoria Colonna, marchesa di Pescara, Pietro Giovanni Aliotti, vescovo di Forlì.